# Мазинг, Уку
Уку Мазинг (эст. Uku Masing; имя при рождении Хуго Альберт Мазинг, эст. Hugo Albert Masing); 11 августа 1909, деревня Липа, Эстляндская губерния, Российская империя (ныне волость Райккюла, уезд Харьюмаа, Эстония) — 25 апреля 1985, Тарту, Эстонская ССР, СССР) — эстонский теолог, поэт, фольклорист, философ, филолог, переводчик. Профессор Тартуского университета, лауреат звания Праведник мира института Яд ва-Шем (Израиль). Был известен как полиглот и ориенталист, занимался живописью, ботаникой и др.

## Биография
Родился на хуторе Эйну (эст. Einu) деревни Липа в семье членов Евангелического братства. В 1930 году окончил Тартуский университет со степенью магистра богословия (по Ветхому завету и семитологии). 18 января 1937 года поменял своё имя Хуго Альберт (эст. Hugo Albert) на Уку (эст. Uku). В 1939 году женился на Эхе Туулемаа (эст. Eha Tuulemaa). Венчание состоялось в Церкви Св. Анны в деревне Мустьяла (эст. Mustjala) на острове Сааремаа. В 1930-е годы входил в поэтическую группу «Волхвы», действовавшую в Тарту.
В период немецкой оккупации Эстонии вместе с женой скрывал у себя в доме еврейского студента Исидора Левина, впоследствии ставшего доктором филологических наук и профессором фольклористики. Автор работ по фольклору народов мира. Переводил с древнееврейского, санскрита, греческого, английского и других языков. Изучением, сохранением и распространением его наследия занимается специально созданная для этого Коллегия по наследию Уку Мазинга.

## Творчество
Большу́ю часть работ, написанных в советское время, Мазинг распространял через самиздат.

### Эссеистика и научные труды
- 1935 «Abessiinlaste usust» / Noorte Juht, nr. 11, lk.341 jj.
«Der Prophet Obadja» / Dissertatsioon. Alustas 1931, valmis 1935-36, kaitses alles 1947. EELK UI-s.
«Zar’a Jaa’koobi arutamised»
«Heebrea keele grammatika»
- 1937 «Iisraeli rahva ajaloo autoriseeritud konspekt»
- 1938 «Viimased kümme aastar Hiina arengus» / Nüüdse Hiina alused, Eesti Kirjanduse Selts, lk.85-108
«Usundiloo mõttest»
- 1939 «Taara päritolust» / Usuteaduslik Ajakiri 1/1939, lk.1-17.
- 1942 «India filosoofiast» / Postimees 23.V, nr.122
«Jaapani luulest» / Postimees 30.VI, nr. 152
- 1943 «Hiina ja Jaapani usunditest» / Postimees 16, 17, 20, 21. 22, 26, 27.I
«Hiina raamatust» / Postimees 17.V, nr.112
«Miks Jaapanis kasutatakse hiina kirja?» / Postimees 5.IV, nr.79
«Jaapanlased — aasia iseteadlik rahvas» / Postimees 29.V, nr.122
«Saalomoni saartest» / Postimees 1942. nr. 305, 306, 307; 1943. nr.2
- 1956 «Eksiilijärgse Juuda ajaloost» / EELK aastaraamat, lk. 75-92.
- 1960 «Das Evangelium des Alten Testaments» / Communio viatorium, nr. 2, lk. 123—132, EELK, 1985.  (эст.)
- 1961 «Confessio amantis» / Communio Viatorum : Theological Quarterly 2/1961, lk 139—160, Praha
- 1963 «Panta dynata» / Communio Viatorum, nr.4, lk. 242—262. EELK. Tln., 1988. lk. 22-36.  (эст.)
- 1967 «Eesmärk: elusamus» / «Edasi», 31. märts, nr. 76, lk.2
- 1970 «Dharma as Norm» / nr. 3-4, lk. 109—118, EELK, 1991, lk. 21-28.  (эст.)
- 1973 «De hermeneutica» / Communio Viatorum, Praha, nr. 1-2, lk. 1-29
- 1973 «Осетинские народные сказки». Зап. текстов, перевод, предисл, и примеч. Г. А. Дзагурова (Губади Дзагурти). Автор типологич. анализа сюжетов Исидор Левин при участии Уку Мазинга. М.: Наука. 598 с.
- 1974 «Абхазские народные сказки». Пер. с абхазского. Сост. и автор примеч. К. С. Шакрыл. Предисл. К. С. Шакрыла и Ш. Х. Салакая. Авторы типологич. анализа сюжетов Исидор Левин и Уку Мазинг. М.: Наука. 464 с.
- 1977 «Lisandeid XVII sajandi kirikuloole: Georg Müller», Keel ja Kirjandus, 1977, nr1, lk27-36.
- 1979 «Elpida echomen» / Communio Viatorum, nr. 1, lk. 1-28
- 1985 «Mõnedest paralleelidest Kaukaasia ja Eesti folklooris» ESA toimetsed nr.17, lk.101-121.
- 1986 «Ülestõusmisest Philippose evangeeliumis» / EELK UI
- 1987 «Aarded tellistes» ESA. nr.312, lk.78-92.
- 1989 «Töid kristliku müstika alalt» / EELK UI
- 1992 «Peccavi et passus sum, plura adhuc passurus» / «Akadeemia» 1992, nr.6, lk. 1155—1170
- 1993  «Vaatlusi maailmale teoloogi seisukohalt» / Ilmamaa (изд. также в 2008)
- 1995 «Budismist» / Ilmamaa
«Eesti usund» / Ilmamaa (изд. также в 1998)
«Pessimismi põhjendus» / Ilmamaa
- 1996 «Mälestusi taimedest» / Ilmamaa
- 1998 «Meil on lootust» / Ilmamaa (изд. также в 2008)
- 1999 «Eesti vanema kirjakeele lood»
- 2000 «Üldine usundilugu» / Ilmamaa
- 2002 «1343. Vaskuks ja vikaaria Lohult» / Ilmamaa
- 2004 «Polüneesia usund» / Ilmamaa
«Keelest ja meelest. Taevapõdra rahvaste meelest ehk juttu boreaalsest hoiakust» / издательство «Ilmamaa» (также печаталась по частям в журнале «Akadeemia» в 1989 году)
- 2005   «Uku Masing ja Piibel»/ Ilmamaa

### Стихи
- 1923 «Notturno» — первое опубликованное стихотворение / Uudismaa 3-4/ 1923, lk.4.
- 1935 «Neemed vihmade lahte» 1930—1934 (печаталось также в 1959, 1985 и в 2001 гг.) / AUS
- 1956 «Džunglilinnud» 1934—1945 (было опубликовано по ошибке под названием «Džunglilaulud», изд. также в 2001 г.) / Vaba Eesti
- 1974 «Udu Toonela jõelt» 1930—1943 (изд. также в 2000 г., Luule I) / Maarjamaa
- 1974 «Piiridele pyydes» 1945—1950 (изд. также в 2003 г., Luule IV) / Maarjamaa
- 1983 «Aerutades hurtsikumeistriga» 1937—1947 (изд. также в 2000 г., Luule I) / Maarjamaa
- 1985 «Kirsipuu varjus» 1948—1949 (изд. также в 2000 г., Luule I) / Maarjamaa
- 1988 «Ehatuule maa» 1937—1939 (изд. также в 2001 г., Luule II) / Perioodika
- 2000 «Roheliste radade raamat» 1926—1934 (Eellugu debüütluulekogule. Luule I) / Ilmamaa
- 2001 «Miikaeli liturgiad» 1934—1936 (Luule II) / Ilmamaa
«Roosikrantsi palved» 1936 (Luule II) / Ilmamaa
«Itkud isale» 1949 (Luule II) / Ilmamaa
«Itkud õele» 1983 (Luule II) / Ilmamaa
- 2002 «Hannolaul» 1934—1940 (Luule III) / Ilmamaa
«Unenägija tessaraktis» 1952—1956 (Luule III) / Ilmamaa
- 2003 «Lohe vari» 1935—1941 (Luule IV) / Ilmamaa
«Hurtsik lammutaks enda» 1947 (Luule IV) / Ilmamaa
«Surija sandiristilt» 1951—1958 (Luule IV) / Ilmamaa
- 2004 «1343» 1933 (Luule V) / Ilmamaa
«Rubaiid» 1945 (Luule V) / Ilmamaa
«Rarbetud õpetussalmid» 1965 (Luule V) / Ilmamaa
«Gudea ja Hoosea» (Luule V) / Ilmamaa
«Rahast ja võimust» 1958 (Luule V) / Ilmamaa
«Georg Müller» 1960 (Luule V) / Ilmamaa
«Kurtes Taevaskoja varisevat kallast» 1967—1970 (Luule V) / Ilmamaa
- 2005 «Saadik Magellani pilvest» (Luule VI) / Ilmamaa
- «Arbujad. Valimik uusimat eesti lüürikat» Антология поэзии, составленная Антсом Орасом / Eesti Kirjastuse Kooperatiiv / 1938
- Поэтические сборники, вышедшие в издательстве «Ilmamaa»:

1. I — «Roheliste radade raamat», «Udu Toonela jõelt», «Aerutades hurtsikumeistriga», «Kirsipuu varjus» / 2000
2. II — «Neemed Vihmade lahte», «Miikaeli liturgiad», «Roosikrantsi palved», «Ehatuule maa», «Džunglilinnud», «Itkud isale», «Itkud õele» / 2001
3. III — «Hannolaul», «Unenägija tessaraktist» / 2002
4. IV — «Lohe vari», «Piiridele pyydes», «Hurtsik lammutaks enda», «Surija Sandiristilt» / 2003
5. V — «1343», «Rubaiid», «Tarbetud õpetussalmid», «Gudea ja Hoosea», «Rahast ja võimust», «Georg Müller», «Kurtes Taevaskoja varisevat kallast» / 2004
6. VI — «Saadik Magellani pilvest» I—III / 2005

#### Стихотворение Мазинга
Песнь солдат, отступающих под натиском нечистой силы 
Мы воины стана Господня, мы бросили дом и детей,

Под нами усталые кони и выжженный вереск степей,

За нами пустыня и пепел, летящий горячим дождем,

Мы сушу минуем и море и все за собою сожжем.

Топча свою тень, мы отходим, но все же уносим с собой,

Как знамя, Господнего неба последний клочок голубой,

Бренчат наши кости сухие, иступлены наши мечи,

Изрублено тело, но сердце — как факел, горящий в ночи.

Мы тонем в кровавой пучине, нам рот залепило золой,

Саднят наши раны, но песня не молкнет над грешной землей,

Мы дуем в дырявые трубы, скрываясь за полог огня,

Мы воины, мы трубадуры недальнего Судного дня.

И пусть эти долы и веси сгорят и погибнут в огне,

Мы пяди живой не оставим нечистых царю — Сатане.

Мы воины, мы трубадуры, увечный и голый отряд;

Мы те, кто назад не вернется, за труд не получит наград,

Кто ангельских крыл не коснется, кто злою судьбою гоним,

Уже никогда не предстанет, Господь, перед ликом Твоим.

Мы скоро умрем, но мы знаем, что кровь бесконечно нежна,

Святого престола Господня сумеет коснуться она.

И пусть только эта надежда нам брезжит на бранном пути,

Мы верим: на древе Господнем сердца наши будут цвести.

Рабы Твои, в гари и смраде мы помним небес синеву,

И Белый Корабль избавленья мерещится нам наяву,

И все же мы прочь отступаем, снимаем повсюду посты,

И топчем, и рубим, и рушим, и жжем за собою мосты.
Перевод Светлана Семененко.

### Проза
- 1934 «Anatoti prohvet» novell (изд. также в 1993, 2008 гг.)
- 1989 «Rapanui vabastamine ehk kajakad Jumalate kalmistul» . Роман.

### Драма
- Uku Masing. «Palimplastid» (исп.). schoenberg.ee. Дата обращения: 23 июля 2025. фантастическая пьеса, 1995

### Переписка
- «Uskuda, elada. 59 kirja Kiivitile» — Ilmamaa 2006
- «Karl Ristikivi ja Uku Masingu kirjavahetus» (исп.). web.archive.org. Дата обращения: 6 августа 2009. Eesti Kirjandusmuuseumi Aastaraamat 1996. Tartu, 1996, lk.165-212.
- «Ma mäletan elu: Uku Masingu kirjad Vello Salumile aastaist 1963—1965» — Akadeemia 1990, nr. 12, lk.2625-2645; 1991, nr. 1, lk. 160—176.
- «Kirjad Linnart Mällile» — Wellesto album. Oulu, 1988, lk. 142—145.
- «Kiri Bernhard Kangrole» — Tulimuld 1991, nr. 4, lk. 182—184.

### Переводы
- 1936 Rabindranath Tagore, «Gitandžali; Aednik». Перевод с английского и предисловие: Хуго Мазинг. (Серия Лауреаты Нобелевской премии.) Tartu: Loodus, 304 стр.; 2. изд. 1940, добавлено предисловие Уильяма Батлера Йейтса
- 1953 Rabindranath Tagore «Laulupalvelus = Gitandžali». Toronto: Orto.
- 1956 Rabindranath Tagore, «Aednik». Toronto: Orto.
- 1964 Переводы с греческого языка «Kreeka kirjanduse antoloogia». Eesti Riiklik Kirjastus.
- 1969 «Vetāla kakskümmend viis juttu». Перевод с санскрита Уку Мазинга, комментарии Уку Мазинга и Линнарта Мялля. Tallinn: Eesti Raamat.
- 1971 Lucretius Carus, «Asjade loomusest», перевод с латыни. «Rooma kirjanduse anatoloogias», Tallinn: Eesti Raamat.
- 1974 Rabindranath Tagore, «Aednik». Eessõna: Ain Kaalep. Loomingu Raamatukogu (LR) nr 45/46.
- 1976 Rabindranath Tagore, «Gitandžali». LR nr 3/4.
- 1984 Переводы с итальянского и французского «Renessansi kirjanduse anataloogias», Tallinn: Eesti Raamat.
- 1985 «Paadimehe tõed. Katalaani muinasjutte», перевод с каталанского яз.. Tallinn: Kunst.
- 1986 Evangeelium Tooma järgi ja evangeelium Philippose järgi. Перевод с коптского яз.. EELK Usuteaduse Instituudi Toimetised nr2.
- 1989 «Uus Testament ja Psalmid ehk Vana Testamendi Laulud», перевод с иврита и древнегреческого Тоомас Пауль, Уку Мазинг, Хиллар Пыльд, Калле Касемаа. Tallinn: EELK Konsistoorium.
- 1992 Šmuel Josef Agnon «Jutustusi» (Шмуэль Йосеф Агнон. «Рассказы»), перевод с иврита. (в 1948 году сделан перевод рассказа «Puuraiuja» («Дровосек»), а в 1967 г. ещё 13-ти рассказов). Tallinn: Aviv (издательство «Авив». Таллин).
- 1994 Šmuel Josef Agnon «Teine nägu».(там «Vaenlasest lembijaks»), перевод с иврита. Tallinn: Perioodika.
- 1996 Cyril Edwin Mitchinson Joad, «Sissejuhatus filosoofiasse», перевод с англ. Tartu: Ilmamaa.
- 1997 «Tankad. Jaapani luulet Uku Masingu tõlkes». Tartu: Ilmamaa.
- 1997 «Haikud. Jaapani luulet Uku Masingu tõlkes». Tartu: Ilmamaa.
- 1999 Claude Houghton «Kolmanda korruse tagumise ajutine», перевод с англ. Tallinn: Logos.
- 2004 «Rabi Nahmani imelised lood», перевод с иврита Уку Мазинг, Калле Касемаа, Рахель М. Касемаа. Tallinn: Varrak.
- 2005 «Lugalbandalaul», перевод с шумерского яз., kogus «Muinasaja kirjanduse anataloogia». Tallinn: Varrak.
- 2005 «Tooma evangeelium», перевод с коптского яз. Tartu: Johannes Esto Ühing].
- 2005 «Filippose evangeelium», перевод с коптского яз. Tartu: Johannes Esto Ühing.
- 2005 Meister Eckhart, «Jumaliku lohutuse raamat», перевод с нем. яз. Tartu: Johannes Esto Ühing.
- 2006 Rabindranath Tagore  «Gitandžali. Aednik. Puuvilja kogum».] Tartu: Ilmamaa.
- 2006 «Pärlilaul», с сирийского яз.. Tartu: Johannes Esto Ühing.
- 2006 «Manilaste laule», перевод с коптского яз. Tartu: Johannes Esto Ühing.
- 2006 «Vanakreeka kirjanduse antoloogia». Seal tõlkeid vanakreeka keelest. Tallinn: Varrak.
- 2007 «Tuhande ja ühe öö jutte», перевод с араб. яз. Tartu: Johannes Esto Ühing.
- 2007 Hieronymus, Gennadius, «Kuulsatest meestest (De viris inlustribus)», перевод с латыни. Tartu: Johannes Esto Ühing.
- 2007 Louise Labé, «Eleegiad ja sonetid», перевод с франц. яз. Tartu: Ilmamaa.
- 2008 [1947] Rabindranath Tagore, «Hinge sosistused» Факсимиле рукописного текста перевода. Tartu: Ilmamaa.